# Изворы (Фалештский район)
Изворы (рум. Izvoare, Извоаре) — село в Фалештском районе Молдавии. Относится к сёлам, не образующим коммуну.

## География
Село расположено на высоте 190 метров над уровнем моря.

## Население
По данным переписи населения 2004 года, в селе Извоаре проживает 2143 человека (1070 мужчин, 1073 женщины).
Этнический состав села:
| Национальность | Число жителей | Процентный состав |
| -------------- | ------------- | ----------------- |
| молдаване      | 2110          | 98.46             |
| русские        | 17            | 0.79              |
| румыны         | 10            | 0.47              |
| украинцы       | 5             | 0.23              |
| прочие         | 1             | 0.05              |
| Всего          | 2143          | 100%              |